# Cztery Pory Miłowania
Cztery Pory Miłowania (CPM) – polska grupa muzyczna, wykonująca poezję śpiewaną, założona w 2014 roku.
Muzykę do większości piosenek skomponował Michał Miotke, kompozytorsko w zespole udziela się także basista i kontrabasista Patryk Wendrowski. Autorzy wierszy śpiewanych przez Cztery Pory Miłowania to: Justyna Lew-Machnicka, Krzysztof Kasperczyk, Edward Stachura, Bogdan Loebl, Piotr Konczak, Piotr Brymas.

## Historia

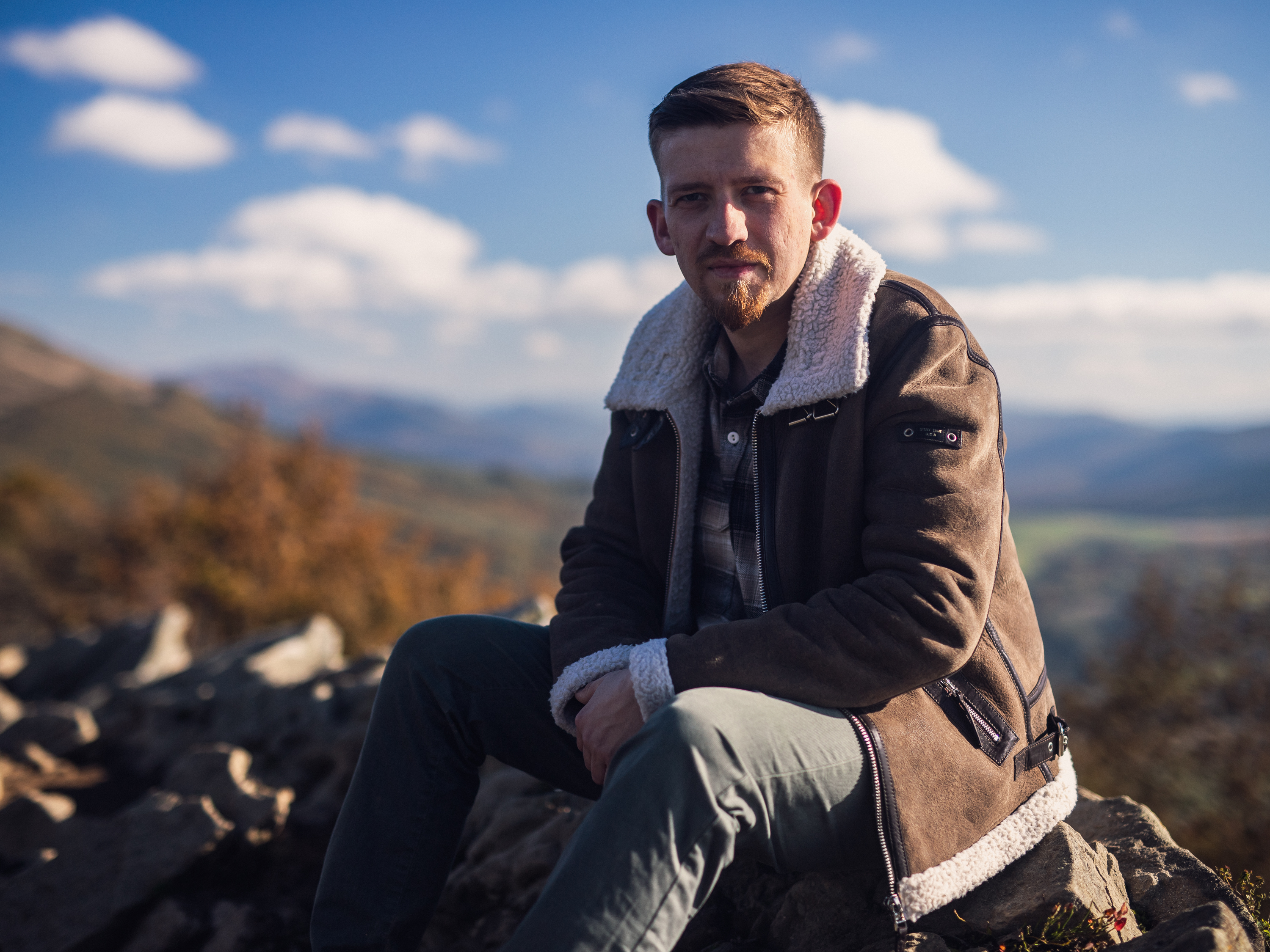
Michał Miotke, październik 2023

Grupa wykształciła się z męskiego duetu wokalno-gitarowego, zawiązanego w 2014 roku, w skład którego wchodzili: Michał Miotke i Patryk Wendrowski. Debiutowali występem w konkursie Festiwalu Bazuna, wprowadzając do grona Piosenek Laureatek jako jedyni wykonawcy obydwa prezentowane utwory.
Pierwszy koncert pod nazwą Cztery Pory Miłowania zespół zagrał 22 sierpnia 2014 roku. Koncert odbył się w Choczewie, czyli w miejscowości z którą związana jest większość członków zespołu. Zespół wystąpił wówczas w historycznym już składzie: Michał Miotke – gitara, śpiew, Patryk Wendrowski – gitara basowa, Kamila Bigus – skrzypce, Małgorzata Grabowska – chórki. Historia zespołu na przestrzeni lat rozbija się o kilka Festiwali muzycznych z nurtu piosenki turystycznej i poetyckiej. Zespół prezentował swoją twórczość między innymi podczas takich festiwali jak: Giełda Piosenki Studenckiej w Szklarskiej Porębie, Śpiewajmy Poezję w Olsztynie, wszędzie zdobywając miejsce w gronie laureatów.

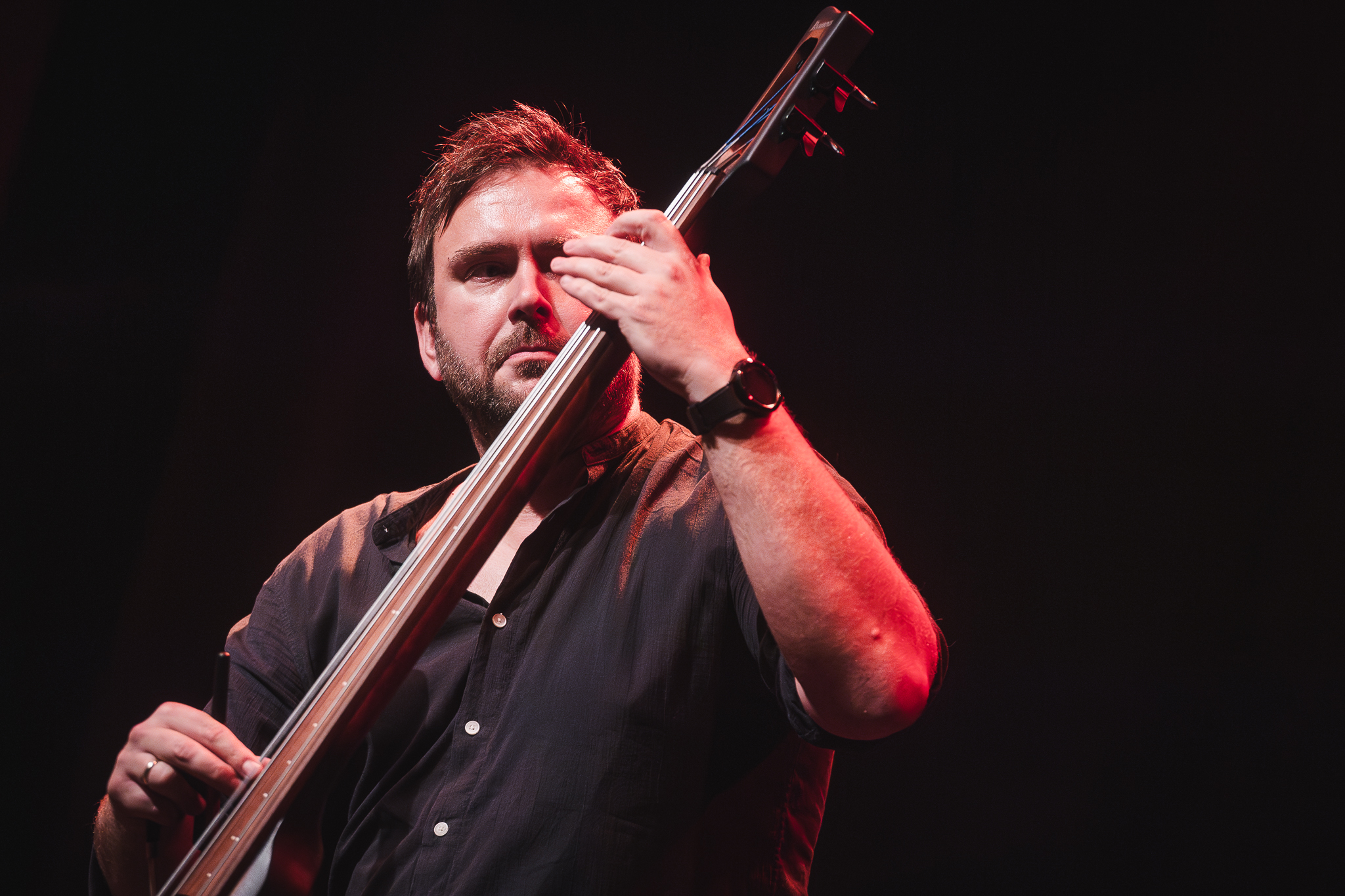
Patryk Wendrowski, wrzesień 2024

W 2015 roku dotychczasowa skrzypaczka zespołu Kamila Bigus zrezygnowała z działalności w zespole na rzecz świętującego w tamtym czasie pierwsze sukcesy zespołu Laboratorium Pieśni, którego jest współzałożycielką. 
Zespół pod koniec 2016 roku rozpoczął prace nad wydaniem swojej pierwszej płyty. Płyta została wydana własnym sumptem w 2017 roku, zawierając 14 utworów (11 z muzyką Michała Miotke, 3 z muzyką Patryka Wendrowskiego) do słów Piotra Konczaka, Edwarda Stachury, Bogdana Loebla.
Pod koniec 2017 roku do zespołu dołączyła pianistka Malwina Groenwald, której znajomość z członkami zespołu trwała już od wielu lat.
7 czerwca 2020 roku zespół ogłosił premierę swojego drugiego wydawnictwa pt. W zamyśleniu, która nagrana została w składzie: Michał Miotke, Patryk Wendrowski, Malwina Groenwald, Małgorzata Grabowska, Tadeusz Korthals.
3 lutego 2023 roku zespół ogłosił opuszczenie zespołu przez Małgorzatę Grabowską.

## Rok 2023 i 2024

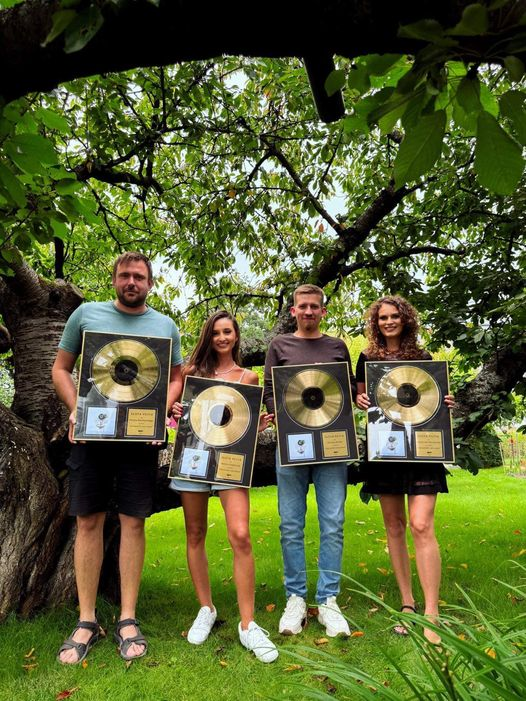
Cztery Pory Miłowania i Justyna Lew-Machnicka, sierpień 2024

Jest to okres największego wzrostu popularności zespołu i rozpoczęcia współpracy ze znakomitą poetką młodego pokolenia Justyną Lew-Machnicką. Płyta studyjna, wydana w grudniu 2023r. pt. „Zaczynam od nowa” odniosła duży sukces, a promujący ją singiel pt. "Pani mi mówi" do słów Krzysztofa Kasperczyka, z muzyką Michała Miotke przez wiele tygodni znajdował się w czołówce Listy Przebojów Trójki. W serwisie YouTube osiągając 4,5 miliona wyświetleń (stan na 5.05.2025).

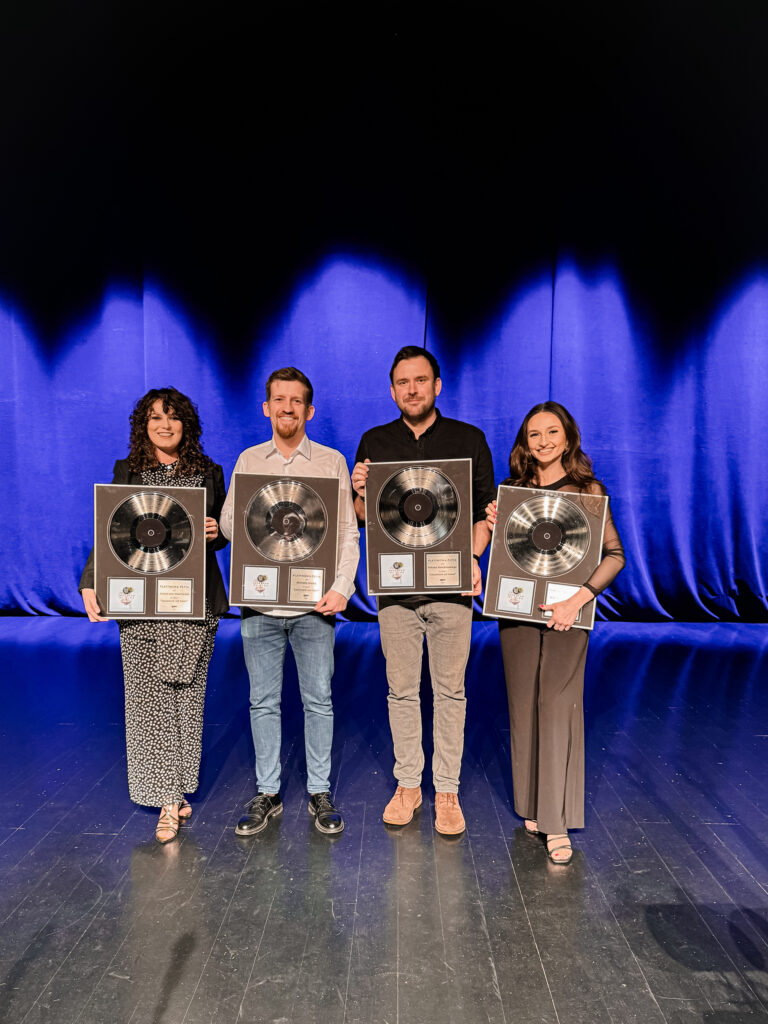
Cztery Pory Miłowania, kwiecień 2025

Płyta "Zaczynam od nowa" w lipcu 2024r. otrzymała status Złotej Płyty, wyróżnienie dla zespołu zostało wręczone przez przedstawiciela Związku Producentów Audio-Video podczas koncertu w Gdańsku, w dniu 11.09.2024r.
W grudniu 2024r. płyta "Zaczynam od nowa" osiągnęła status Platynowej Płyty, która została wręczona zespołowi podczas koncertu w Filharmonii Bałtyckiej w Gdańsku. Wręczenie to miało miejsce 13 marca 2025r., a dokonał go dyrektor ZPAV Bogusław Pluta.
W 2023 roku zespół zaczął intensywnie koncertować, z powodzeniem wyprzedając największe sale koncertowe w kraju.

## Muzycy
| Obecny skład zespołu - Michał Miotke – śpiew, gitara - Patryk Wendrowski – gitara basowa, kontrabas śpiew - Malwina Groenwald – pianino, śpiew, dzwonki chromatyczne - Justyna Lew-Machnicka - autorka większości tekstów |  | Byli członkowie zespołu - Kamila Bigus – skrzypce - Dorota „Sowa” Kuziela – skrzypce - Małgorzata Grabowska – śpiew, dzwonki chromatyczne - Tadeusz Korthals – akordeon |

## Dyskografia

### Albumy
| 2017                           | Litania do... - Data: 2017 - Wydawca: CPM Michał Miotke         | – |                        |
| 2020                           | W zamyśleniu - Data: 2020 - Wydawca: CPM Michał Miotke          | – |                        |
| 2022                           | W rytmie serca - Data: 2022 - Wydawca: CPM Michał Miotke        | – |                        |
| 2023                           | Śpiewaj radość - Data: 2023 - Wydawca: CPM Michał Miotke        | – |                        |
| 2023                           | Zaczynam od nowa - Data: 2023 - Wydawca: CPM Michał Miotke      | 9 | - POL: platynowa płyta |
| 2025                           | Łzy anioła - Data: 7 sierpnia 2025 - Wydawca: CPM Michał Miotke | 3 |                        |
| „–” pozycja nie była notowana. |                                                                 |   |                        |

### Kompilacje
| Rok  | Tytuł                                                                   | Pozycja na liście |
| Rok  | Tytuł                                                                   | POL               |
| ---- | ----------------------------------------------------------------------- | ----------------- |
| 2024 | Słuchaj / Oto jestem - Data: 11 lipca 2024 - Wydawca: CPM Michał Miotke | 5                 |